# حصار سميرنا
نشب حصار سميرنا (ديسمبر 1402) بين فرسان روديس، الذين سيطروا على ميناء وقلعة سميرنا (الآن إزمير) في غرب الأناضول، وجيش الأمير التركي المغولي تيمورلنك. حاصر الأتراك المغول الميناء وهاجموا التحصينات بمحركات رمي الحجارة، بينما واجه المدافعون، الذين يبلغ عددهم حوالي 200 فارس فقط، بالسهام والقذائف الحارقة. بعد أسبوعين من المقاومة القوية ضد خصم أكبر بكثير، تم تدمير الجدار الخارجي عن طريق الانفاق واخترق. تمكنت بعض الحامية من الفرار عن طريق البحر، لكن السكان والمدينة نفسها دمروا.
المصادر الرئيسية للحصار هم المؤرخون الفارسيون شرف الدين علي يزدي وميرخواند والمؤرخ العربي أحمد بن عربشاه، الذين كتبوا في خدمة خلفاء تيمورلنك. بالنسبة لفرسان روديس، يعد التاريخ الرسمي لجياكومو بوسيو، الذي كتب في أوائل القرن السابع عشر، مصدرًا مهمًا. أما من المنظور العثماني (التركي)، هناك نشري وكتاب Künhü'l -aḫbār [جوهر التاريخ] لمصطفى علي. بالنسبة للبيزنطيين، هناك دوكاس ولاونيكوس تشالكوكونديليس؛ عن أهل جنوة، أجوستينو جوستينياني.

## الاستعدادات
تم الاستلاء على سميرنا بواسطة حملة صليبية عام 1344 وأصبحت مدينة بابوية. استمر الأتراك في السيطرة على الأكروبوليس الداخلي، لكن القلعة البحرية سمحت للصليبيين بالسيطرة على الميناء. منذ عام 1374، كان فرسان روديس مسؤولين عن دفاعاتها.  في عام 1400، شن تيمورلنك حربًا ضد الإمبراطورية العثمانية بلغت ذروتها بانتصاره في معركة أنقرة في 20 يوليو 1402. 
في أعقاب معركة أنقرة، أرسلت البؤرة الاستيطانية لمعونة جنوة Genoese Maona في مدينة فوكيا الجديدة جالياتسو معينًا كسفير إلى معسكر تيمورلنك للبحث عن شروط. مكث هناك ثلاثة أيام، وعاد إلى فوكيا الجديدة باتفاق في 22 سبتمبر.  ثم أرسل فارس، هو الأخ دومينيك دي ألامانيا،  إلى جزيرة خيوس، التي تنتمي أيضًا إلى معونة جنوة، من أجل إقناع القادة المحليين بعدم التحالف مع تيمورلنك.  
وبينما دمرت قوات تيمورلنك ريف الأناضول مستهدفة المستوطنات التركية، أعد فرسان روديس للدفاع عن سميرنا. في عام 1398، تحت إشراف الأخ غيوم دي مونت، تم حفر حفرة عميقة عبر النتوء الصخري لفصل القلعة عن البر الرئيسي. في عام 1402، بلغ تعداد حامية سميرنا 200 فارس تحت قيادة كاستيلان أنيغو دي ألفارو.    تم رفع أجر الحامية إلى 100 فلورين للفارس في السنة. لتغطية التكاليف المتزايدة للدفاع عن سميرنا، أجاز الدير المركزي إعانة استثنائية من 20.000 فلورين من الأولويات.  
أشرف الأدميرال بافيلو  على الاستعدادات الدفاعية في صيف عام 1402، بهدف تقوية نظام الدفاع قبل هجوم توركو-مونغول المتوقع. كانت الذخائر والإمدادات والمال والتعزيزات تصل باستمرار إلى الميناء. كان موقف الحامية واثقا. وفقًا للمؤرخين التيمورلنكيين، كان يُعتقد أن القلعة منيعة.    هرب سكان الريف المسيحيون اليونانيون إلى المدينة بحثًا عن ملجأ. 
من أجل تجنب تكاليف الحصار، أرسل تيمورلنك مبعوثين، الميرزا بير محمد والشيخ نور الدين، إلى الفرسان يأمرهم إما باعتناق الإسلام أو تقديم الجزية (الجزية).  تم رفض الأمر، على الرغم من أن بوناكورسو جريماني، سفير من جزيرة كريت إلى جراند ماستر فيليبرت دي نيلاك في روديس، يسجل أن السيد الكبير أرسل سفارة إلى تيمورلنك.  وفقًا للكاتب العدل البابوي المعاصر ديتريش من نيهايم، كان من الممكن أن ينجو سميرنا لو رفع أنيغو راية تيمورلنك على الجدران كما نصحه «أسقف مسيحي» معين، لم يذكره ديتريش ولكنه ربما كان فرانسيس أسقف ناختشفان. 

## حصار
تيمورلنك نفسه، على رأس جيشه المركزي، وصل سميرنا في 2 ديسمبر 1402 (6 جمادى الأولى 805). ثم أمر الجيش الأيسر بقيادة حفيده محمد سلطان ميرزا والجيش الأيمن بقيادة ابنه ميران شاه بالانضمام إليه. بدأ الجيش المركزي في قصف التحصينات عبر البرزخ برشق الحجارة على الفور، وبدء العمل على هدم الجدران.  في مرحلة ما، تم حفر الخندق.  منصات كبيرة مغطاة بعجلات خشبية ضخمة تم لفها إلى الجدار الخارجي. يمكن أن يأوي كل منها 200 رجل. مجهزين بالسلالم، حاولوا، على ما يبدو، تسلق الجدار، ولكن دون جدوى. وبلغ عدد القوة المحاصرة حوالي 4000 رجل. 

وفقًا للمؤرخين التيمورلنكيين، أمر تيمورلنك مالك شاه ببناء منصة خشبية كبيرة على أكوام لإغلاق مدخل المرفأ، الأمر الذي استغرق ثلاثة أيام. على العكس من ذلك، يقول دوكاس إن المرفأ امتلأ بالحجارة لسد السفن.  في غضون أيام قليلة، وصل الجيشان الأيمن والأيسر وأمر بقصف عام. لا توجد إشارة إلى البارود، لكن النفتا والنار اليونانية كانت تستخدم من قبل المدافعين. وبحسب شرف الدين:
آلات [الحصار] وكباش الضرب حطمت الجدران والأبراج، ولم يتوقف المحاصرون الجريئون عن رمي السهام ذات العجلات، وقدور النفتا، والنيران اليونانية، وسهام الصواريخ والحجارة، دون إفساح المجال. خلال هذا الوقت، أمطرت بشكل غير عادي لدرجة أنه بدا أن العالم كان سيُدمر ويغرق في طوفان ثانٍ. 
تم اختراق الجدران الخارجية بعد يومين فقط من التعدين، عندما أمر تيمورلنك بإضاءة الألواح الداعمة للأنفاق. وكانت النتيجة انفجاراً دمر الجدار ودفن المدافعين تحت الأنقاض. ثم دخلت قوات تيمورلنك إلى المدينة. بعد بعض القتال الدائر، فر الفرسان إلى سفنهم، بينما تم ذبح السكان المسيحيين. بعض السفن التي كانت تقترب من المدينة بمساعدة آليات التراجع أمام آليات الحصار، إما لخطر المقذوفات الحجرية أو بسبب إطلاق رؤوس المجزرة عليها. المدينة نفسها، أو ذلك الجزء منها تحت سيطرة الصليبيين، دمرت بالكامل.     استمر الحصار قرابة خمسة عشر يومًا. تمكن بعض الفرسان من الهروب على القوادس،  بما في ذلك الكاستيلان، إينيغو دي ألفارو. 
قبل الانسحاب من سميرنا، أمر تيمورلنك بهدم القلعة البحرية وتقوية القلعة الأرضية التي تحرس الأكروبوليس، التي كانت في السابق تحت سيطرة الأتراك. 

## ما بعد المعركة
في أعقاب سقوط سميرنا، تعرضت البؤرة الاستيطانية في جنوة في فوكيا القديمة للتهديد من قبل قوات محمد سلطان. بعد تقدم فوكيا الجديدة، استسلمت دون قتال. فرانشيسكو الثاني جاتيلوسيو، حاكم جزيرة ليسبوس، استسلم أيضًا لمحمد سلطان وعرض دفع الجزية. أرسل كل من سلطات جنوة في جزيرة خيوس والأمير العثماني عيسى جلبي مبعوثين إلى تيمورلنك في أياسولوك لعرض الاحترام. نتيجة لعمليات الاستسلام هذه، سيطر تيمورلنك على جزيرتين في بحر إيجة على الرغم من عدم وجود البحرية فيه.  
لم يتم الإبلاغ عن حصار سميرنا على نطاق واسع في أوروبا الغربية،  ولكنه أدى إلى زيادة الوعي بالقوة العسكرية لتيمورلنك.  وصلت أخبار فقدان سميرنا إلى الملك مارتن ملك أراغون، عبر القنوات البيزنطية، بحلول 28 فبراير 1403، لأنه في ذلك اليوم كتب رسالة تنتقد بشدة تيمورلنك إلى هنري الثالث ملك قشتالة. في مارس، طرح فكرة حملة صليبية ضد التيمورلنكيين للبابا بنديكتوس الثالث عشر. بشكل عام، كان الموقف الأوروبي تجاه تيمورلنك أكثر إيجابية، لأنه هزم العثمانيين الذين كانوا يهددون الإمبراطورية البيزنطية (وسميرنا) لعقود.  
وفقًا لأندريا ريدوزيو دي كويرو في كتابه Chronicon Tarvisinum، كان تيمورلنك فخوراً للغاية بغزو سميرنا، حيث قاوم العديد من المحاولات العثمانية من قبل. 
مع فقدان سميرنا والدولة العثمانية في حالة من الفوضى، انتهز فيليبرت دي نيلاك الفرصة لاحتلال موقع هاليكارناسوس القديم جنوبًا على ساحل الأناضول في وقت ما بين 1402 و 1408. هناك شيد قلعة القديس بطرس (بترونيون، تفسد في التركية مثل بودروم، والتي تعني «قبو»). ظلت هذه القلعة تحت سيطرة الفرسان حتى عام 1523. 

## ملحوظات
1. ↑  On 17 February 1402, the grand master appointed Dominic commander for life of Rogera (an unidentified place) and Finica on Cyprus. These commanderies had an annual revenue totaling 1,000 florins. In exchange, Dominic gave the order 11,200 florins and was permitted thereafter to remit only 500 florins per year from Rogera and Finica.[3]
2. ↑  3,200 from Saint-Gilles; 3,000 from France; 2,500 from Amposta; 2,500 from England; 2,000 from Auvergne; 2,000 from Catalonia; 1,500 from Castile and León; 1,200 from Aquitaine; 1,000 from Germany and Bohemia; 800 from Champagne; and 800 from Toulouse.
3. ↑  Sometimes spelled Panizati or Panizato. He was the prior of برلت from 4 March 1395. He was promoted to admiral prior to 5 June 1402, when the grand master authorised a payment of 740 gold الذهب البندقيs from the revenues of the commandery of Cyprus to Buffilo for his two trips to Smyrna, one for training the garrison and another for constructing a "حسيكة".[3]

## فهرس
- Alexandrescu-Dersca Bulgaru، Marie-Mathilde (1977) [1942]. La campagne de Timur en Anatolie, 1402. London: Variorum.
- Boase، T. S. R. (1977). "Rhodes". في H. W. Hazard (المحرر). A History of the Crusades, Volume IV: The Art and Architecture of the Crusader States. Madison, WI: University of Wisconsin Press. ص. 229–50.
- Delaville Le Roulx، Joseph (1913). Les Hospitaliers à Rhodes jusqu'à la mort de Philibert de Naillac (1310–1421). Paris: Ernest Leroux. مؤرشف من الأصل في 2022-10-28.
- Jackson، Peter (2014). The Mongols and the West, 1221–1410. Routledge.
- Knobler، Adam (1995). "The Rise of Tīmūr and Western Diplomatic Response, 1390–1405". Journal of the Royal Asiatic Society. Third Series. ج. 5 ع. 3: 341–49. DOI:10.1017/S135618630000660X. S2CID:162421202.
- Luttrell، Anthony (1975). "The Hospitallers at Rhodes, 1306–1421". في H. W. Hazard (المحرر). A History of the Crusades, Volume III: The Fourteenth and Fifteenth Centuries. Madison, WI: University of Wisconsin Press. ص. 278–313.
- Morales Roca، Francisco José (1999). Prelados, abades mitrados, dignidades capitulares y caballeros de las órdenes militares habilitados por el brazo eclesiástico en las cortes del Principado de Cataluña: Dinastías de Trastámara y de Austria, Siglos XV y XVI (1410–1599). Madrid: Hidalguía. ج. I.
- Nicolle، David (2007). Crusader Castles in Cyprus, Greece and the Aegean 1191–1571. Oxford: Osprey.
- Purton، Peter (2010). A History of the Late Medieval Siege, 1200–1500. Woodbridge: Boydell Press.
- Sarnowsky، Jürgen (1991–92). "Die Johanniter und Smyrna 1344–1402". Römische Quartalschrift. ج. 86: 215–51and 87: 47–98.{{استشهاد بدورية محكمة}}:  صيانة الاستشهاد: postscript (link)